# PRT-163
A Rodovia PRT-163 foi uma rodovia transitória mantida pelo governo do Paraná até 17/11/2010, quando foi formalizada a transferência destes trechos para a União Federal (Governo do Brasil).  A partir desta data, a PRT-163 deixou de existir, transformando-se na BR-163.
A transferência foi formalizada pela Portaria MT nº 221, de 26/08/2010
, do Ministério dos Transportes, que incorporou ao patrimônio federal um total de 222 km de 2 trechos da antiga rodovia PRT-163: 
- Barracão - Cascavel, de 183,1 km e
- Toledo - Marechal Cândido Rondon, de 38,9 km.

O Termo de Transferência foi assinado em 17/11/2010 e publicado no Diário Oficial da União do mesmo dia.